# Cyhalothrin

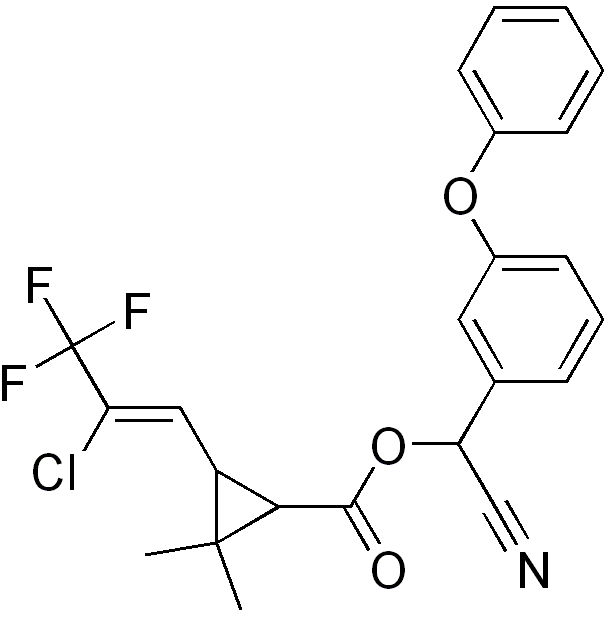
strukturní vzorec Cyhalothrinu

Cyhalothrin (systematický název 3-(2-chlor-3,3,3-trifluor-1-propenyl)-2,2-dimethyl-kyano(3-fenoxyfenyl)methylcyklopropankarboxylát) je syntetický pyrethroid používaný jako insekticid. Jedná se o fluorovaný analog pyrethrinu.
Lambda-cyhalothrin je směs vysoce aktivních izomerů cyhalothrinu. Prodává se například pod značkami 'Karate', 'Kung-fu', 'Matador', 'Demand CS', 'Triazicide', 'Hot Shot', a Real Kill. Patent na tuto směs drží společnost Sygenta, ve většině zemí vypršel v roce 2003.